# 狄龙·弗朗西斯
狄龙·哈特·弗朗西斯（英語：Dillon Hart Francis，1987年10月5日—），出生于加利福尼亚州洛杉矶，美国知名电子音乐人、唱片制作人兼DJ。